# Indépendance des alternatives non pertinentes
Pour les articles homonymes, voir IIA.
L'indépendance des alternatives non pertinentes (en anglais independence of irrelevant alternatives, ou IIA) est un axiome utilisé dans les sciences sociales dans le cadre de la théorie de la décision. Quoique les formulations de l'IIA varient, elles ont comme point commun d'essayer de rationaliser le comportement individuel dans une situation d'agrégation ou d'addition de préférences individuelles. L'IANP est aussi parfois appelée à tort condition de Chernoff (du nom de Herman Chernoff), ou propriété alpha de Sen (du nom de Amartya Sen). En effet Sen (1993) l'appelle  "basic contraction consistency ” et en donne l'explication suivante : "si le champion du monde dans une certaine discipline est un Pakistanais, il doit aussi être champion du Pakistan", ce qui n'a rien à voir avec le fait que les options non pertinentes ne doivent pas avoir d'influence sur un choix binaire. 

## Concept
L'IANP s'exprime dans le cadre de la théorie de la décision et de l'économie classique, qui définissent la notion de préférence individuelle comme relation binaire transitive. Cela signifie que, face à un ensemble donné de choix possibles, l'individu classe ces choix de manière cohérente. Entre A et B, soit il préfère A à B, soit il préfère B à A, soit il est indifférent entre les deux, et entre A, B et C, s'il préfère A à B, et B à C, il ne peut préférer C à A.
L'hypothèse d'indépendance des alternatives non pertinentes stipule que, dans le cas où un individu préfère A à B, l'occurrence d'une troisième possibilité (X) ne peut pas lui faire changer ce jugement. L'irruption d'une troisième possibilité ne peut modifier la préférence originelle entre A et B. Le nouveau choix X n'est pas pertinent pour le choix entre A et B.
De là découle la formulation classique de l'IANP : 
Si A est préféré à B, dans l'ensemble de choix possibles {A,B}, alors l'occurrence d'une troisième solution X, qui transforme l'ensemble de choix en {A,B,X}, ne doit pas rendre B préférable à A.
Le philosophe Sidney Morgenbesser, connu pour ses traits d'esprit, illustre l'IANP par un exemple. Alors qu'il est au restaurant et qu'il commande un dessert, le serveur lui dit qu'il a le choix entre une tarte aux pommes (A) et une tarte aux myrtilles (B). Il commande la tarte aux pommes (A). Peu après, le serveur revient et lui dit que le restaurant a aussi des tartes aux cerises (C). Morgenbesser répond : « Dans ce cas, je vais prendre la tarte aux myrtilles » (B).

## En science politique
L'IANP est mobilisée en science politique dans le cadre de la sociologie électorale. Dans les systèmes de vote, elle est souvent interprétée ainsi : si un candidat X gagne l'élection et une nouvelle possibilité Y est ajoutée, seuls X ou Y peuvent gagner les élections. A l'inverse, un mode de scrutin sensible aux alternatives non pertinentes pourra voir son résultat modifié par l'ajout d'un petit candidat.

### Choix social
Kenneth Arrow, dans son théorème d'impossibilité, montre qu'il n'est pas possible d'agréger des préférences individuelles (des « votes ») satisfaisant l'IANP de manière que la préférence agrégée vérifie elle-même la condition d'indépendance et certaines autres conditions apparemment raisonnables. Par exemple si la méthode du scrutin majoritaire classe A devant B alors que C est présent, si C déclare forfait, les reports de voix peuvent faire passer B devant A.

### Classement des candidats et indépendance locale
Dans son ouvrage Equity: In Theory and Practice de 1995, l'économiste Hobart Peyton Young énonce le concept d'indépendance locale des alternatives non-pertinentes. Il conçoit une simulation de vote où les électeurs classent les candidats par ordre de préférence. Selon Young, dans le cas où le candidat arrivé premier était supprimé de l'élection, l'ordre des gagnants ne devrait pas changer : le candidat arrivé deuxième serait premier, celui arrivé troisième serait deuxième, etc. De la même manière, si le candidat arrivé dernier est supprimé, les intentions de votes ne doivent pas changer. La méthode que Jean-François Laslier appelle 'règle de Condorcet-Young' est une méthode d'agrégation des préférences individuelles qui satisfait cette version faible de l'IANP.

## En économie

### Équilibre de marché
L'économie et l'économétrie mobilisent l'IANP dans le cadre, notamment, des recherches sur les préférences individuelles et sur l'équilibre de marché. Elle a par exemple été utilisée dans la théorie du marchandage de Nash, dans les théories du choix individuel et les théories économiques du vote.

## Critiques et limites
L'IANP est controversée pour deux raisons : au niveau individuel, les expériences de Amos Tversky, Daniel Kahneman et autres ont montré que le comportement humain viole quelquefois cet axiome. De nombreux exemples ont illustré ce problème, tels Beethoven/Debussy (Debreu 1960 ; Tversky 1972), Bicycle/Poney (Luce et Suppes 1965) et Bus Rouge/Bus Bleu (McFadden 1974)[réf. nécessaire]. Ainsi, un phénomène connu en marketing est que, si un consommateur hésite entre A et B, l'ajout d'une possibilité B' évidemment moins bonne que B peut faire ressortir B par rapport à A et faire pencher le consommateur en faveur de B. Au niveau collectif, cette propriété peut sembler excessivement forte ; en tout cas son relâchement autorise de nombreuses méthodes pratiques d'agrégation des préférences[Comment ?].